# توبياس دام
توبياس دام (بالألمانية: Tobias Damm)‏ (30 أكتوبر 1983 بهومبرغ في ألمانيا - ) هو لاعب كرة قدم ألماني في مركز الهجوم. لعب مع ماينتس 05 و1. FC Schwalmstadt ‏ و1. FSV Mainz 05 II ‏ ونادي فوبرتال الرياضي ونادي هسن كاسل.

## روابط خارجية
- توبياس دام على موقع قاعدة بيانات كرة القدم.إي يو (الإنجليزية)
- توبياس دام على موقع بيانات كرة القدم. دي إي (الألمانية)
- توبياس دام على موقع عالم كرة القدم.نت (الإنجليزية)